# Astronomski instrumenti
Astronomski instrumenti su mjerni instrumenti za praćenje položaja nebeskih tijela na nebeskoj sferi i svih vrsta zračenja koja od njih pristižu. Čovjek bolje upoznaje svijet tako što ga mjeri. Mjerenja na nebeskoj sferi provode se od početka astronomije. Bila ona jednostavna, kao ona koja provode amateri, ili složena, kao ona koja se provode u suvremeno opremljenim zvjezdarnicama ili opservatorijama, svi imaju zajednička načela. 
Astrometrija ili položajna (pozicijska) astronomija (odnosno sferna astronomija u širem smislu) je grana astronomije koja se bavi mjerenjem položaja nebeskih tijela (svemirskih tijela na nebeskoj sferi). Radi toga razrađuje mjerne metode i istražuje vlastita gibanja tijela, precesiju i astronomsku nutaciju, zbog kojih se mijenjaju položaji nebeskih tijela u tijeku vremena. Obuhvaća sfernu astrometriju u užem smislu, mjerenje vremena, geodetsku, geofizičku, fundamentalnu (meridijansku), ekvatorijalnu i astrografsku astrometriju te radioastrometriju, a svaka od njih upotrebljava za to namijenjene teleskope.

## Teleskop
Osnovni astronomski instrument je teleskop, koji se pokreće u dvije međusobno okomite ravnine. Za određivanje smjerova u tim ravninama služe kutomjeri. Sam dalekozor ima zadaću da olakša viziranje nebeskog tijela. Prije pronalaska teleskopa u tu su svrhu služile vizirne linije, koje su bile izvedene čisto mehanički. Osi, oko kojih se teleskop pokreće i ravnine u kojima se pokreće, postavljaju se ili u sistemu horizontskog koordinatnog sustava, ili u sistemu nebeskog ekvatorskog koordinatnog sustava. U prvom slučaju postavljanje teleskopa je altazimutsko, u drugom slučaju ekvatorsko ili paralaktičko. U astrometriji astronomski instrumenti primjenjuju altazimutnu ugradnju.
Teleskop je mjerni instrument za astronomsko promatranje i proučavanje elektromagnetskoga zračenja dalekih nebeskih tijela, često opremljen dodatnim instrumentima kao što su fotometar, interferometar i spektroskop (spektroskopija). Prema području elektromagnetskih valova naziva se optički teleskop, radio teleskop, rendgenski teleskop, gama teleskop, teleskop za infracrveno zračenje, teleskop za ultraljubičasto zračenje i drugi. Kako bi se umanjili utjecaji vremenskih prilika i svjetlosnoga zagađenja na astronomska promatranja, opservatoriji se grade na pustim mjestima s mnogo vedrih dana u godini ili se, kada se istražuju elektromagnetski valovi za koje je Zemljina atmosfera slabo propusna ili nepropusna, ili pak kada je potrebno izvesti precizna snimanja bez ikakvih atmosferskih utjecaja, postavljaju na astronomske satelite.

### Ekvatorska montaža
Ekvatorska montaža ili paralaktička montaža je postavljanje astronomskoga teleskopa na dvije osovine odabrane tako da se prilikom praćenja dnevnoga gibanja nebeskih tijela teleskop okreće samo oko jedne od njih: osovine usporedne sa Zemljinom rotacijskom osi (polarne osovine) okreću se brzinom kojom se okreće nebeska sfera, tj. 360° za jednoga zvjezdanog dana. Deklinacijska je osovina okomita na polarnu. Po njoj se teleskop pomiče kada se bira nebesko tijelo na nebeskoj sferi.
Ekvatorijal (engl. equatorial, od lat. aequare: izjednačiti) je teleskop koji se okreće oko polarne osovine i oko deklinacijske osovine na nju okomite. Dnevno gibanje nebeskih tijela prati se satnim mehanizmom za jednoliko okretanje teleskopa oko polarne osi od istoka prema zapadu. Ekvatorijal je isto veliki teleskop s vrlo točnom kutnom razdiobom, koji se na zvjezdarnicama koristi za određivanje koordinata nebeskih tijela i za fotografiranje.

### Azimutska montaža
Azimutska montaža ili altazimutska montaža je postavljanje astronomskoga teleskopa na dvije osovine, okomitu (azimutsku) i vodoravnu (visinsku), koje omogućuje da se prilikom praćenja dnevnoga gibanja nebeskih tijela teleskop okreće oko obje osovine. Zbog svoje relativne jednostavnosti pogodna je za postavljanje malih amaterskih teleskopa i velikih, računalno upravljanih teleskopa.

## Optički teleskop
Optički teleskop sastoji se od objektiva i okulara povezanih s pomoću cijevi (tubusa) i, po potrebi, od malog dalekozora (tražioca), uređaja za praćenje promjene položaja nebeskih tijela zbog rotacije Zemlje, te od uređaja za snimanje, analiziranje i pretvorbu slike u elektronički oblik. Najveći su optički teleskopi na Zemlji: Južnoafrički Veliki Teleskop (eng. Southern African Large Telescope), promjera 11 metara, postavljen 2005. u Južnoafričkoj Republici; GTC (špa. Gran Telescopio Canarias), promjera 10.4 metra, postavljen 2006. na Kanarskom otoku La Palma; Keck 1 i Keck 2 (Teleskopi Keck), promjera 10 metara, postavljeni 1993. i 1996. na Havajskom otoku Hawaii (Opservatoriji Mauna Kea), i četiri Vrlo velika teleskopa ili VLT (engl. Very Large Telescope), promjera 8.2 metra, postavljena 1998., 1999., 2000. i 2001. u pustinji Atacama u Čileu (Europski južni opservatorij). U Hrvatskoj optički teleskopi su u zvjezdarnicama u Zagrebu, Višnjanu, Tićanu, Puli i dr., uglavnom služe za edukaciju i popularizaciju astronomije. 
Posebnu vrstu optičkih teleskopa čine teleskopi za promatranje Sunca, koji se rabe danju, obično su robusne izvedbe i nepokretni, a svjetlost se usmjerava prema pretvorniku slike u elektronički oblik s pomoću celostata (moderniji oblik heliografa). Najveći je Sunčev teleskop McMath-Pierce (eng. McMath-Pierce Solar Telescope) promjera 1.6 metra, postavljen 1962. u Arizoni, SAD, a u Hrvatskoj Opservatorij Hvar. Opservatorij Hvar Geodetskoga fakulteta Sveučilišta u Zagrebu je zvjezdarnica za astrofizička istraživanja, smještena iznad grada Hvara (visina smještaja kupola između 173 i 245 metara nad morem). Otvoren je 1972. i u njem se obavljaju istraživanja u području fizike Sunca, fotometrije zvijezda, posebno promjenljivih zvijezda razreda Be, te se istražuju zvjezdani skupovi i galaktike. Za opažanje Sunca služi dvostruki teleskop; jednim se snima fotosfera (otvor leće 217 mm, žarišna duljina 2450 mm), a drugim kromosfera (130 mm, odnosno 1950 mm), koja se snima s uskopojasnim spektralnim filtrom. Za opažanje zvijezda koristi se reflektor Cassegrainova sustava, otvora 65 cm, te od 1997. zajednički austrijsko-hrvatski teleskop, sa zrcalom promjera 1 m, također tipa Cassegrainova reflektora.
Najpoznatiji optički teleskop u svemiru je Svemirski teleskop Hubble. Hubbleov svemirski teleskop (po Edwinu Hubbleu) je prvi veliki teleskop na umjetnom satelitu u gotovo kružnoj putanji na visini od 600 km. Konstrukcija sadrži Cassegrainov reflektor s glavnim zrcalom promjera 2.4 m. Postavljen je 1990., a pogrešno izvedena optika popravljena je 1993. izravno u putanji. S kamerama za snimanje slika u više spektralnih područja s pomoću spektrografa, namijenjen je proučavanju površina planeta, zvijezda, međuzvjezdanoga materijala i galaktika. Dobivaju se slike s velikom moći razlučivanja kutova (0,1") i spektri velike moći razlučivanja.

### Refraktorski teleskop
Refraktorski teleskop je s optičkom lećom kao objektivom. Prvi refraktori imali su jednostavne leće s pogreškama. Veće akromatske leće izrađivane su od 18. stoljeća, pošto je Joseph von Fraunhofer svladao tehniku izradbe optičkih stakala. Najveći objektiv, promjera 102 cm, ima Zvjezdarnica Yerkes u SAD-u. Refraktori su omiljeni za vizualna opažanja u amaterskoj astronomiji; upotrebljavaju se za opažanje Sunca i u astrometriji.

#### Meridijanski krug
Meridijanski krug je najvažniji instrument za određivanje koordinata zvijezda (deklinacija i rektascenzija) s najvećom točnošću, te za mjerenje zvjezdanoga vremena. Postavlja se u altazimutnoj montaži, tako da se može pomicati duž nebeskoga meridijana, pa se zvijezde promatraju pri prolazu kroz taj meridijan.

#### Pasažni instrument
Pasažni instrument (prema franc. passage: prolaz) je astrometrijski teleskop za određivanje vremena i koordinata nebeskih tijela. Postavlja se na osovinu u smjeru istok–zapad, te se pokreće samo u smjeru sjever–jug. Objekti se promatraju pri prolazu kroz nebeski meridijan. Koristi se sve rjeđe, jer je od njega svestraniji i precizniji meridijanski krug.

#### Univerzalni instrument
Univerzalni instrument je vrsta teleskopa s altazimutnom montažom koji služi za mjerenje kutne visine i azimuta nebeskih tijela (horizontski koordinatni sustav). Posebnost mu je u tome što je okularni dio teleskopa u vodoravnoj osi okomit na objektivni dio, tj. na smjer promatranja i na visinski krug. Za očitavanje kutne visine i azimuta služe okomiti i vodoravni krug s preciznom kutnom podjelom koja se očitava s pomoću mikroskopa. Teodolit je oblik prijenosnog univerzalnog instrumenta.

#### Okomiti krug
Okomiti krug je astrometrijski teleskop za vrlo točno mjerenje kutne visine nebeskih tijela. Učvršćen je tako da se pokreće u bilo kojoj okomitoj ravnini.

#### Zenitni teleskop
Zenitni teleskop je astrometrijski teleskop za vrlo točno mjerenje razlika zenitnih daljina zvijezda i određivanje zemljopisne širine. Jednostavno postavljanje u okomitoj ravnini dopušta korištenje zrcala velike mase. Koristio se za mjerenje kolebanja zemljopisnog pola, što su danas preuzela mnogo točnija radioastronomska mjerenja položaja kvazara. Veliki zenitni teleskop s udubljenom površinom rotirajuće žive kao zrcalom (promjera 6 m i mase oko 3 tone) izgrađen je 2004. u Kanadi (70 km istočno od Vancouvera). Koristi se za astrofizička promatranja (mjerenje crvenoga pomaka galaktika i kvazara, te za otkrivanje dalekih supernova).

### Reflektorski teleskop
Reflektorski teleskop je teleskop kojem je objektiv zrcalo (primarno zrcalo), a razlikuju se prema položaju i svojstvima sekundarnog zrcala i ostalih elemenata kojima se svjetlost dovodi u položaj povoljan za gledanje, snimanje (registriranje) ili spektralnu i polarizacijsku analizu svjetlosti. Tako postoje Gregoryjevi, Newtonovi, Cassegrainovi, Nasmythovi, Ritchey-Chrétienovi načini postave. Reflektori su najveći teleskopi jer su zrcala optički i mehanički pogodnija, upotrebljavaju se u infracrvenom, vidljivom i ultraljubičastom području, a na satelitima se rabe i za stvaranje slike rendgenskih izvora. Najveće cjelovito zrcalo promjera je 8 metara, a mozaik-zrcalo sastavljeno od heksagonalnih elemenata promjera je 10 m (Teleskopi Keck na Havajima). Najveći je satelitski teleskop Hubbleov svemirski teleskop, sa zrcalom promjera 2,4 m. Nove generacije teleskopa upotrebljavaju aktivnu optiku (dijelovi tankog ili mozaičnog zrcala pomiču se servo polugama radi podržavanja točnog oblika površine) i tzv. adaptivnu optiku (optički se prate nehomogenosti u atmosferi pred teleskopom, a njihov se utjecaj u dijelovima sekunde kompenzira malim savitljivim zrcalom postavljenim na put zraka). Svojstva teleskopa znatno se poboljšavaju novim tehnikama detekcije (elektronički uređaj CCD, zapravo poluvodička fotografija) i računalnom obradbom slike, koja također omogućuje automatsko dobivanje podataka. Kombinacija refraktora i reflektora (Schmidtova i Maksutovljeva izvedba) omogućuje konstrukciju s velikim vidnim poljem, što je pogodno za astrografe, a imaju i široku primjenu kao teleobjektivi.

#### Newtonov reflektor
Kako bi izbjegao kromatsku aberaciju u lećama, za koju je smatrao da se ne može ukloniti, Isaac Newton je 1668. konstruirao prvi teleskop s konkavnim zrcalom. Teleskop, koji je 1671. prilikom primanja u članstvo darovao Royal Societyju, čuva se do danas. Najveći suvremeni teleskopi koriste konkavna zrcala.

#### Gregorian reflektor
Gregorian reflektor se sastoji od dva ogledala: primarno veliko ogledalo (konkavni paraboloid) skuplja svjetlost i dovodi ga skoro u žarište, da bi da sekundarno malo ogledalo (konkavni elipsoid) reflektirao nazad, kroz otvor u centru primarnog ogledala, do okulara. U Gregoryjevu teleskopu s provrtanim paraboloidnim zrcalom, opisanim u djelu Napredna optika (Optica Promota, 1663.), sekundarno je zrcalo elipsoidno udubljeno, čime se dobiva uspravna slika. Zbog maloga vidnog polja nije ušlo u širu upotrebu. Ova konstrukcija je uglavnom istisnuta s Cassegrainovim reflektorom, ali za astronome amatere ipak je lakše izraditi Gregorian teleskop, jer je lakše napraviti i testirati sekundarno malo ogledalo. Gregorian reflektor je vrsta reflektorskog teleskopa, koji je konstruirao škotski matematičar i astronom James Gregory u 17. stoljeću, a prvi je sagradio Robert Hooke 1673. Jedino prije toga je napravljen Newtonov reflektor, kojeg je sagradio Isaac Newton, 1668.

#### Cassegrainov reflektor
Cassegrainov reflektor je dalekozor nazvan po francuskom svećeniku Laurentu Cassegrainu (oko 1629. — 1. rujna 1693.),  koji ga je izumio 1672. Svjetlost odbijena od paraboloidnog objektiva (glavnoga zrcala) pada na otklonsko zrcalo oblika hiperboloida, od kojega se pak odbija tako da prođe kroz otvor glavnog zrcala u žarište. Primjenjuje se u astronomiji i kod fotografskih teleobjektiva.

### Katadiopteri
Katadiopteri za skupljanje svjetlosti koriste sustav leća i zrcala. Takva konstrukcija omogućava veliku žarišnu daljinu unutar relativno kratke optičke cijevi. Ovisno o položajima leća i zrcala postoje mnoge vrste katadioptera. U amaterskoj astronomiji najčešće se koriste Schmidt-Cassegrain, Maksutov-Massegrain te Ritchey-Chretien. Najveći svjetski teleskopi su većinom katadiopteri. Svemirski teleskop Hubble je katadiopter tipa Ritchey-Chrétien.

#### Schmidtov teleskop
Schmidtov teleskop  je refleksijski teleskop koji se sastoji od sfernoga zrcala i leće oblikovane tako da korigira sfernu aberaciju zrcala čime se postiže veliko vidno polje bez kome, astigmatizma i distorzije (aberacija). Izumio ga je estonsko-njemački optičar Bernhard Schmidt 1930. Koristi se za snimanje velikih područja nebeske sfere. Astrograf je astronomski instrument širokoga vidnog polja namijenjen fotografiranju neba radi određivanja koordinata položaja nebeskih tijela, izradbe zvjezdanih karata, te otkrivanja planetoida, meteoroida, kometa, promjenljivih zvijezda, supernovih i drugo. Većina su istraživačkih astrografa Schmidtovi teleskopi.

### Dodatna oprema optičkih teleskopa

#### Fotometar
Fotometar je instrument za mjerenje jakosti svjetlosti. Temelji se na uspoređivanju osvijetljenosti neke površine od strane poznatog izvora svjetlosti i osvijetljenosti koja potječe od nepoznatog izvora. Stariji tipovi fotometara mjere zatamnjenje, udaljavanje ili primicanje izvora koje je potrebno da bi se izjednačila osvijetljenost dviju površina; mjeri se pomoću vizualnog uspoređivanja (vizualni fotometar). Danas su u primjeni samo fotoelektrični fotometri s fotoćelijama osjetljivima na zračenje. Za pouzdana mjerenja važno je točno poznavati ovisnosti osjetljivosti fotoćelije (fotoelementa) o valnoj duljini zračenja. Linearna ovisnost postiže se uporabom prikladnih filtara. Kod fotometrije vrlo slabih izvora koriste se fotoćelije s dodatnim elektronskim sklopom za umnožavanje sekundarnih elektrona kako bi se dobila struja mjerljive veličine. Fotoelektrični fotometri primjenjuju se u astronomskim i meteorološkim ispitivanjima (na primjer u aktinometriji), u kemijskim i fizičkim istraživanjima i analizama (na primjer u kolorimetriji i spektrofotometriji) i drugo. Postoje i fotometri za uspoređivanje svjetlosti različitih boja (heterokromni fotometar).

#### Svjetlomjer
Svjetlomjer je dio fotografske ili filmske opreme, fotometar koji mjereći svjetlosnu jakost omogućuje određivanje elemenata ekspozicije, tj. otvor objektiva i trajanje eksponiranja. Obično je sastavni dio fotografskog aparata, ili je samostalan uređaj. Kao dio fotografskog aparata najčešće služi za određivanje elemenata ekspozicije mjerenjem svjetlosti kroz objektiv aparata, te za odabir načina mjerenja svjetlosti (na primjer po cijeloj površini motiva, ili u pojedinoj točki). Kao samostalan uređaj često se rabi u profesionalnoj fotografiji i na filmu, na primjer pri snimanju u protusvjetlosti, očitavanju elemenata ekspozicije uz približavanje objektu snimanja ili na standardnoj površini (tzv. sivi karton). Kod nekih svjetlomjera jačina svjetlosti mjeri se iz smjera snimanja, a kod drugih na objektu snimanja (uz korištenje odgovarajućega filtra koji je sastavni dio svjetlomjera). U fotografiji se rabe i svjetlomjeri koji mjere svjetlost pod vrlo uskim vidnim kutom (tzv. spotmetar), a služe za određivanje elemenata ekspozicije pri snimanju bljeskalicom (tzv. flešmetar), ili pak služe za rad u fotografskom laboratoriju.

#### Interferometar
Interferometar je mjerni instrument koji elektromagnetske ili mehaničke valove izvora prima s pomoću dvaju ili više objektiva (detektora) pa se s pomoću pruga interferencije valova provode precizna mjerenja. Prvi interferometar primijenio je Thomas Young u pokusu (1805.) kojim je istraživao prirodu svjetlosti. Značajan doprinos razvoju interferometara dao je Albert Abraham Michelson: on je s pomoću interferometra (1877.) pokušao izmjeriti brzinu svjetlosti, te je s Edwardom Williamsom Morleyjem (1887.) dokazao nepostojanje etera. Unaprijedio je i optičke astronomske interforometre kojima je mjerio promjere zvijezda. Polovicom 20. stoljeća, po načelima optičke interferometrije, konstruirani su radiointerferometri sastavljeni od dvaju i više radio teleskopa kojima je izbjegnuta gradnja velikih antena i znatno povećano kutno razlučivanje (dugobazična interferometrija). Danas se optički interferometri široko koriste za brojne namjene u spektroskopiji, astronomiji, fizici, geodeziji i drugim znanostima, industriji i drugo. Ultrazvučni interferometri omogućavaju precizno određivanje brzina ultrazvuka u tekućinama.

#### Spektroskop
Među najvažnije spektroskopske tehnike koje se temelje na međudjelovanju tvari s elektromagnetskim zračenjem ubrajaju se:
- na apsorpciji i na emisiji zračenja: spektroskopija ultraljubičastoga zračenja (UV) i vidljivoga zračenja, infracrvenoga zračenja (IR), rendgenskoga zračenja i gama zračenja (Mössbauerov efekt);
- samo na apsorpciji: spektroskopija mikrovalnoga zračenja, elektronske paramagnetske rezonancije (EPR ili ESR) i nuklearne magnetske rezonancije (NMR) te fotoelektronska spektroskopija;
- samo na emisiji: spektroskopija fluorescencije;
- na raspršenju: Ramanova spektroskopija;
- na polarizaciji: spektroskopija optičke rotacijske disperzije (ORD) i cirkularnoga dikroizma (CD).

Najvažnije spektroskopske tehnike koje se temelje na međudjelovanju tvari sa subatomskim i drugim česticama (elektroni, protoni, neutroni, ioni) jesu: Augerova elektronska spektroskopija, neutronska spektroskopija, masena spektrometrija. Uvođenjem lasera kao izvora zračenja mnogostruko se povećala osjetljivost mnogih spektroskopskih tehnika i moć razlučivanja spektara (laserska spektroskopija), te su proširene mogućnosti istraživanja strukture atoma i molekula (spektrometar, spektrofotometar).

## Radio teleskop
Radio teleskop je astronomski instrument za prihvat i mjerenje jakosti svemirskih radio valova. Sastoji se od antene, prijamnika s pojačalom i elektronskih računala za analizu i pohranu podataka. Antene mogu biti poluvalni dipol, tzv. Yagijeva antena, ili dipol u žarištu udubljenoga kolektora koji je najčešće paraboloidnoga oblika. Po tipu rada, radio teleskopi se dijele na one s radio interferometrima, s grupnom antenom i s refleksijskim zrcalom. Mjere refleksijskoga zrcala moraju biti što veće kako bi se postiglo bolje razlučivanje. Budući da su valne duljine radiovalova i do 100 000 puta veće od valnih duljina vidljive svjetlosti, potrebne su antene s promjerom od nekoliko desetaka metara kako bi se dobila moć razlučivanja od nekoliko stupnjeva, dok optički teleskopi s promjerom zrcala od približno 1 metar mogu razdvojiti (registrirati kao dva) izvore međusobno udaljene manje od jedne lučne sekunde. Zbog toga sve više u upotrebu ulaze prva dva tipa radioteleskopa, kojima nije uvjet velika zrcalna antena. Kod interferometarskoga tipa u najjednostavnijem slučaju koriste se dvije antene udaljene nekoliko desetaka ili stotina kilometara, koje su tijekom rada međusobno fazno koherentne (dugobazična interferometrija). Razmak između dviju antena ima tada istu ulogu koju u teleskopu s jednim zrcalom ima promjer zrcalne plohe. Problem je održavanje fazne koherencije na antenama zbog velike duljine vodiča koji ih spajaju. Taj se razmak može bitno smanjiti upotrebom većega broja antena na relativno malenom prostoru (grupna antena). One također moraju biti međusobno u fazi te zauzimati pravilan raspored (u obliku križa, kruga, slova Y itd.). Linearne su dimenzije takve grupne antene reda veličine kilometra, a moć je razlučivanja nekoliko lučnih minuta.
Radioteleskopom se registriraju valovi one valne duljine na koju je njegov električni krug ugođen. Interkontinentalni radiointerferometri postižu kutno razlučivanje bolje od 0,001". Za opažanje spektralnih linija primjenjuju se radio spektrometri. Razvojem radio teleskopa razvila se i tehnika prijama slabih radio signala i njihovo odvajanje od šumova. U uporabi su tehnnički postupci kao što je aperturna sinteza, kojom se simuliraju veće prijamne površine i bolje razlučivanje, a u tu se svrhu koristi i Zemljina vrtnja. Najveći upravljivi radio teleskop (radio teleskop s pomičnom antenom) promjera 110 metara, nalazi se u Green Banku, SAD (Green Bank radio teleskop). Radio teleskop (neupravljivi) u Arecibu, Portoriko, SAD, promjera je 305 m, smješten je u prirodnoj udolini, a rabi se i kao radar (Zvjezdarnica Arecibo). Jedan je od najvećih i najosjetljivijih radio interferometara od 27 elemenata VLA (Very Large Array), a nalazi se u Socorru, SAD. Effelsberg radio teleskop je radio teleskop u Njemačkoj, s promjerom reflektora 100 m. Parkes radio teleskop je smješten u Australiji i bio je jedan od nekoliko antena koje su pratile i primale signal za vrijeme legendarnog spuštanja svemirske letjelice Apollo 11 na Mjesec 20. srpnja 1969. i uspješno je prenosio signal 2 i pol sata. Sardinija radio teleskop je veliki 64 metarski potpuno okretljivi u svim smjerovima radio teleskop, koji se pušten u pogon 2011., i smješten je na otoku Sardiniji, u Italiji.

## Gama teleskop
Gama teleskop u površinskim slojevima izloženima zračenju pretvara gama zračenje u brze elektrone i pozitrone i usmjerava ih prema srednjemu sloju s ionizacijskom komorom u kojoj izazivaju svjetlucanje, koje se potom bilježi u uređaju za analiziranje i pretvorbu slike u elektronički oblik. Instrumenti za opažanje postavljaju se uglavnom na umjetne satelite jer Zemljina atmosfera upija gama zračenja. Prva mjerenja izvodio je OSO 3 1968., dok je 1972. SAS-2 ustanovio gama zračenje u dva pulsara, te u prvog otkrivenog kvazara. Izvori zračenja površinski su ili lokalizirani. Zračenje površine neba pristiže najjače iz smjera galaktičke ravnine, a nastaje pri sudaranju čestica kozmičkih zraka s međuzvjezdanim plinom. Među lokaliziranim izvorima nalaze se međuzvjezdani molekularni oblaci, te kompaktni objekti, kao neutronske zvijezde i crne rupe (ove u bliskim dvojnim sustavima), gama bljeskovi, te posebno kvazari i druge aktivne galaktike.

### Gama sateliti
Gama zračenje niskih i visokih energija (od 100 keV do 100 GeV) detektira se instrumetima smještenim na satelite. Prvi gama-sateliti bili su SAS-2 (1973.) i COS-B (1975. − 1982.). Izuzetno značajni pomak donio je EGRET (engl. Energetic Gamma Ray Experiment Telescope) smješten na satelitu CGRO (engl. Compton Gamma Ray Observatory) koji je bio aktivan od 1991. do 2000. U novije vrijeme aktivni su sateliti INTEGRAL (lansiran 2002.), SWIFT (lansiran 2004.) te još nekoliko manjih satelita koji su nedavno lansirani ili tek trebaju biti lansirani. Ipak, najviše nade polaže se u satelit FERMI (engl. Fermi Gamma-ray Space Telescope) koji je lansiran 2008. 
Osnovni elementi gama-detektora na satelitima su: 
- komora na iskre u kojoj se opažaju tragovi elektron−pozitron para koji je stvoren primarnim gama fotonom (gama fotoni energije ispod 1 MeV ne mogu stvarati elektron-pozitron parove, zato u tom području koristi tzv. Comptonov teleskop),
- kristal natrij-jodida koji služi kao kalorimetar u kojem se apsorbira energija elektron−pozitron para, te
- tzv. veto-detektor koji detektira prolaz nabijene čestice i omogućava da se takvi događaji odbace.

Nabijene čestice su kozmičke zrake koje su 10 000 puta učestalije od kozmičkih gama fotona. Satelit FERMI je, kao predstavnik nove generacije gama satelita, umjesto komore na iskre, opremljen segmentiranim silicijskim detektrorom (engl. silicon strip detector). Osnovna karakteristika satelitskih gama-detektora je relativno mala detekcijska površina (do 1 m2). S obzirom na to da tok kozmičkog zračenja (broj fotona po jedinici površine u jedinici vremena) naglo opada s energijom (proporcionalan je s e−2,7) sateliti imaju gornji energijski prag od približno 20 GeV. Satelit FERMI je taj prag podigao na 300 GeV.

### Čerenkovljevi teleskopi
Čerenkovljevo zračenje danas ima veliku primjenu u visokoenergijskoj fizici, a nosi naziv prema ruskom fizičaru P.A. Čerenkovu koji ga je otkrio i za to dobio Nobelovu nagradu za fiziku 1958. godine. Početkom 60-ih godina javila se ideja da se Čerenkovljevo zračenje, koje stvaraju pljuskovi u atmosferi, izazvani upadom kozmičkog zračenja, iskoristi za indirektnu detekciju gama fotona iz svemira. To je bio začetak ideje gama astronomije. Bilo je potrebno trideset godina usavršavanja detekcijskih tehnika i teleskopa da se pouzdano detektira prvi visokoenergijski gama izvor. Čerenkovljev teleskop sastoji se od segmentiranog zrcala koje reflektira Čerenkovljevu svjetlost u kameru sastavljenu od fotomultiplikatora. Elektronika kojom se digitalizira signal mora biti vrlo brza, jer Čerenkovljeva svjetlost iz jednog pljuska dolazi u vrlo kratkom pulsu trajanja svega par nanosekundi.
Tehnika detekcije koja je omogućila lociranje prvog visokoenergijskog gama izvora i nagli razvoj visokoenergijske gama astronomije, temelji se na analizi slika (engl. imaging) koje Čerenkovljeva svjetlost iz pljuskova stvara u kameri teleskopa. Najvažniji teleskop druge generacije Čerenkovljevih teleskopa bio je teleskop HEGRA na kanarskom otoku La Palmi. HEGRA je zapravo bio sustav od 5 teleskopa kojim je po prvi put uvedena tehnika stereo (dva ili više teleskopa promatraju isti pljusak u atmosferi i događaj se prihvaća ako su ga istovremeno opazila barem dva teleskopa) opažanja 1997. Ta je tehnika omogućila daljnja poboljšanja karakteristika Čerenkovljevih teleskopa i time otkrića mnogih novih izvora. HEGRA je bila aktivna do 2003., nakon čega su dva njezina teleskopa dopremljena u Institut “Ruđer Bošković” u Zagrebu. Ta dva teleskopa bit će baza budućeg opservatorija CROATEA (engl. Cosmic Ray Observatory at the Eastern Adriatic), čime će se Hrvatska uključiti u mali broj zemalja koje se suvereno bave visokoenergijskom astrofizikom čestica. Treća generacija Čerenkovljevih teleskopa u fazi je dovršetka i probnog rada. Čine ju teleskopi: MAGIC na La Palmi, H.E.S.S. u Namibiji, VERITAS u Arizoni, te CANGAROO III u Australiji.

### Ostali detektori kozmičkog gama zračenja smješteni na površini Zemlje
Kozmičko zračenje najviših energija (više od 100 TeV) detektira se indirektnim metodama s površine Zemlje, no u tom je energijskom području teško razlučiti primarne game od nabijenih čestica, pa tako ne postoje utvrđeni izvori i područje nema status astronomije. Pljuskovi čestica u atmosferi koje stvaraju kozmičke zrake najviših energija protežu se do površine Zemlje, pa je osim Čerenkovljevog zračenja moguće detektirati sekundarne čestice (mione, elektrone, hadrone) detektorima na površini Zemlje kao npr. u eksperimentu KASKADE u Karlsruheu. Za detekciju kozmičkog zračenja najviših energija (oko 1020 eV) potrebni su detektori koji pokrivaju ogromne površine. Najveći takav eksperiment danas je opservatorij Pierre Auger u Argentini, koji je završen 2008., a čiji detektori su rasprostranjeni na čak 3000 km2. Opservatorij Pierre Auger koristi Čerenkovljevo zračenje za detekciju, ali ne ono koje nastaje u atmosferi, nego Čerenkovljevo zračenje koje u posebnim rezervoarima vode stvaraju sekundarne čestice koje dospijevaju do površine Zemlje. Prvi rezultati pokazuju da bi događaji najviših energija (čak 1021 eV) mogli biti izazvani upadom primarnog gama fotona.

## Rendgenski teleskop
Rendgenski teleskop usmjerava rendgensko zračenje prema žarištu i uređaju za pretvorbu slike u elektronički oblik s pomoću metalnih zrcala. Ona su postavljena gotovo usporedno s pravcem gledanja jer se rendgenske zrake mogu odbijati pod kutom od samo nekoliko stupnjeva. Rendgenska astronomija je grana astronomije koja istražuje nebeske izvore rendgenskoga zračenja. Započela je razvoj 1949. kada je otkriveno da Sunce emitira rendgensko zračenje. Kako se rendgensko zračenje jako apsorbira u Zemljinoj atmosferi, rendgenska astronomija u početku se služila balonima i raketama. 
Da bi se opažalo meko rendgensko zračenje (energije manje od 10 keV), nužna je upotreba umjetnog satelita. Mekša rendgenska zračenja apsorbiraju se i u neutralnom međuzvjezdanom vodiku. Jedna vrsta rendgenskih teleskopa određuje samo smjer i jakost zračenja, a druga vrsta stvara sliku. Prvi koriste otvore u metalnim zaslonima kojima se određuje smjer pristizanja zračenja pa djeluju na načelu tamne komore; više takvih jedinica pomaže da se zračenje zabilježi u obliku razdvojenih točaka. Druga vrsta teleskopa koristi refleksiju rendgenskoga zračenja od metala pod kutom manjim od 1°. Pri takvu upadu zračenja, metalna ga površina odbija i rendgenski teleskop stvara sliku kao i optički teleskop. Radi skraćenja puta zračenja, paraboloidno zrcalo kombinira se s hiperboloidnim zrcalom, a kako bi se bolje iskoristio otvor zaslona, umeće se niz dvostrukih zrcala, jedno u drugome, i dobiva se gnijezdo zrcala sa zajedničkim žarištem. Danas djeluju sateliti s rendgenskim teleskopima i drugim mjernim instrumentima: RXTE (1995.), Chandra (1999.), XMM-Newton (1999.), INTEGRAL (2002.) i SWIFT (2004.).
Izvor rendgenskoga zračenja je plin vrlo visoke temperature, od milijun do stotinu milijuna stupnjeva. Zvjezdani su izvori neutronske zvijezde i crne rupe (posebno akrecijski diskovi u sustavima od dviju bliskih zvijezda), magličasti ostatci supernovih zvijezda, tranzientne rendgenske promjenljive zvijezde, i bursteri. Rendgensko zračenje primijećeno je i kod normalnih zvijezda, ali slabo, i potječe iz korone, kao što je Sunčeva. Rendgenski bursteri, izvori ponavljajućih intenzivnih bljeskova, koji traju od sekunde do minute, vjerojatno su bliski dvojni zvjezdani sustavi s izmjenom tvari. Izvori izvan Mliječne staze divovske su eliptične galaktike, aktivne galaktike (kvazari i Seyfertove galaktike), te međugalaktički plin u središtima galaktičkih skupova. Poznato je više od stotinu kvazara koji zrače u rendgenskom području, a među njima neki vrlo snažno (snaga zračenja 1038 do 1041 W). Rendgensko zračenje svemirskih objekata pridonosi energiji zračenja od jedne stotnine do jedne desetine.

## Teleskopi za ultraljubičasto zračenje
Teleskop za ultraljubičasto zračenje prikuplja zrake višeslojnim zrcalima koja se, zbog toga što se ultraljubičasto zračenje teško odbija, sastoje svaka od stotinu izmjenično postavljenih slojeva silicija i molibdena debljine oko 10 nm. Sateliti za opažanje ultraljubičastoga zračenja snimaju usijane plinovite maglice, hladne maglice koje apsorbiraju ultraljubičasto zračenje, bliske dvojne i vruće zvijezde. Najpoznatiji su: IUE (engl. International Ultraviolet Explorer, 1978. – 1996.), FUSE (engl. Far Ultraviolet Spectroscopic Explorer, 1999. – 2007.), GALEX (engl. Galaxy Evolution Explorer, 2003.), CHIPS (engl. Cosmic Hot Interstellar Spectrometer, 2008.) i drugi.

## Teleskopi za infracrveno zračenje
Teleskop za infracrveno zračenje rabi uglavnom poluvodičke pretvarače slike u elektronički oblik prilagođene malim energijama infracrvenoga zračenja, a cijeli se teleskop hladi na niske temperature kako njegovo vlastito zračenje ne bi utjecalo na mjerenja. Sateliti za opažanje infracrvenoga zračenja snimaju središta galaktika i druge objekte zaklonjene oblacima praha (infracrveno zračenje prolazi kroz prašinu), te objekte na nižim temperaturama kao što su smeđi i crveni patuljci i mlade zvijezde i njihovu okolinu u kojoj nastaju planeti. Najpoznatiji su sateliti IRAS (engl. Infrared Astronomical Satellite, siječanj – listopad 1983.) i ISO (engl. Infrared Space Observatory, 1995. – 1998.), svemirski teleskop Spitzer (2003.), SWAS (engl. Submillimeter Wave Astronomy Satellite, 1998. – 2005.), WISE (engl. Wide-field Infrared Survey Explorer, 2009. – 2011.), Herschel Space Observatory (2009.) i drugi.

### Stratosferska zvjezdarnica za infracrvenu astronomiju (SOFIA)
Stratosferska zvjezdarnica za infracrvenu Astronomiju (engl. Stratospheric Observatory for Infrared Astronomy), SOFIA je zajednički projekt NASA-e i "Njemačkog zrakoplovnog centera" (njem.: Deutsches Zentrum für Luft- und Raumfahrt) na izgradnji i održavanju jednog teleskopa koji svoju ulogu vrši iz aviona tijekom leta. NASA je 1996. godine potpisala ugovor s "Američkim sveučilištem za istraživanje svemira" (eng.: Universities Space Research Association) za razvoj, rad i upravljanje američkim dijelom zvjezdarnice dok njemačkim dijelom projekta upravlja Njemački institut SOFIA (njem.:Deutsches Institut SOFIA).

## Astronomski sateliti
Astronomski sateliti (od lat. satelles, genitiv satellitis: pratilac, pomoćnik) su svemirske letjelice u orbiti oko Zemlje ili drugih nebeskih tijela koje služe za astronomska opažanja, najčešće bilježenjem elektromagnetskih valova. Gibanjem izvan Zemljine atmosfere izbjegavaju njezine ometajuće učinke (apsorpciju i scintilaciju), pa kutno razlučivanje može dostići teorijsku granicu zadanu valnom prirodom svjetlosti. Opremljeni su kamerama za snimanje s filtrima koji izdvajaju dijelove spektra, radiometrima, spektrometrima, detektorima čestica visokih energija, detektorima plazme, magnetometrima i drugim.

### Sateliti za opažanje Sunca
Sateliti za opažanje Sunca omogućili su nove spoznaje o procesima na Suncu i njegovu utjecaju na međuplanetarni prostor i samoga planeta. Ustanovljena je dubina i zonalna rotacija konvektivne zone, raspored temperature kroz dubinu Sunca i stanje na suprotnoj strani Sunca. Zajedno s geofizičkim satelitima oni nadziru Sunčevo kratkovalno i čestično zračenje, koje utječe na Zemljin okoliš. Opservatorij SOHO (engl. Solar and Heliospheric Observatory, 1995.) postavljen je na udaljenosti od 1,5 · 106 km od Zemlje u smjeru Sunca (Lagrangeova točka L1). Slične su namjene opservatoriji ACE (engl. Advanced Composition Explorer, 1997.), HESSI (engl. High Energy Solar Spectroscopic Imager, 2002.) i drugi. Umjetni satelit Ulysses (1992.) s periodom od 6,2 godine obilazi oko Sunčevih polova, istražujući međuplanetarno područje do Jupitera.

### Sateliti za optičko opažanje svemira
Sateliti za optičko opažanje svemira snimaju vidljivo, blisko ultraljubičasto i infracrveno zračenje. Najpoznatiji je Svemirski teleskop Hubble (1990.) s objektivom promjera 2.4 m. Satelit Hipparcos (1989. – 1993.) izmjerio je položaj 120 000 zvijezda s točnošću od 0,002 kutnih sekundi, Svemirski teleskop Kepler (2009.) i drugi.

### Sateliti za opažanje rendgenskog i gama zračenja
Sateliti za opažanje rendgenskog i gama zračenja bilježe slabo rendgensko zračenje običnih zvijezda npr. LEGRI (engl. Low Energy Gamma-Ray Imager, 1997. – 2002.), pulsara, galaktičkih jezgri, i slično FGST (engl. Fermi Gamma-ray Space Telescope, 2008.), crnih rupa NuSTAR (engl. Nuclear Spectroscopic Telescope Array, 2012.), snažna zračenja aktivnih galaktika i kvazara, INTEGRAL (engl. International Gamma-Ray Astrophysics Laboratory, 2002.), snažne gama bljeskove Swift (engl. Swift Gamma Ray Burst Explorer, 2004.), te zračenje koje pristiže iz međugalaktičkoga visokotemperaturnoga plina.

## Poveznice
- Astrometrija
- Nebeska mehanika
- Povijest astronomije
- Sferna astronomija